# 環境情報学部
環境情報学部（かんきょうじょうほうがくぶ）は、環境と情報の研究と教授を目的とする大学の学部である。

## 解説
自然環境学や社会環境学に情報技術の思考を採り入れるなど、学際領域に長ける人材育成を企図する。環境情報に加えて政策学を学んで多面的な社会問題の解決を図る大学、自然環境と情報技術を研究してエコロジーを探求する大学、など教育や研究の方針は設置機関ごとに多様である。1990年に日本で初めて環境情報学部を設置した慶應義塾大学は、2007年に学部の英語名を“Faculty of Environmental Information”から“Faculty of Environment and Information Studies”へ変更した。

## 学部名称に環境情報を含む大学・研究機関
- 慶應義塾大学環境情報学部 - 日本初の環境情報学部
- 横浜国立大学大学院環境情報研究院・環境情報学府
- 京都府立大学人間環境学部 環境情報学科
- 帝京平成大学大学院環境情報学研究科
- 四日市大学環境情報学部
- 福井工業大学環境情報学部
- 鳥取環境大学環境情報学部 - 募集停止
- 福山大学人間文化学部環境情報学科 - 募集停止
- 東京都市大学 - 募集停止、環境学部と情報メディア学部に分離発展改組

## 近似学部の大学・研究機関
- 大阪大学工学部環境・エネルギー工学科／大阪大学大学院工学研究科環境エネルギー工学専攻
- 岡山大学環境理工学部環境数理学科 - 募集停止、学部は工学部へ改組移行
- 金沢大学地域創造学類地域プランニングコース
- 関西大学総合情報学部
- 同志社大学文化情報学部